# Leandro Climaco Pinto
Leandro Climaco Pinto, más conocido como Leandro (São Paulo, estado de São Paulo, Brasil, 5 de enero de 1994) es un futbolista de Brasil. Juega de centrocampista y su equipo actual es el FK Proleter Novi Sad de la Superliga de Serbia.

## Clubes
| Club                     | País   | Temporadas  |
| ------------------------ | ------ | ----------- |
| Olympiacos FC            | Grecia | 2010 - 2015 |
| Doxa Drama FC (cesión)   | Grecia | 2011 - 2012 |
| Kalloni FC (cesión)      | Grecia | 2012 - 2013 |
| PAS Giannina FC (cesión) | Grecia | 2014        |
| Lamia FC (cesión)        | Grecia | 2014 - 2015 |
| Lamia FC                 | Grecia | 2015 - 2016 |
| Trikala FC               | Grecia | 2016 - 2017 |
| Doxa Katokopias          | Chipre | 2017        |
| Trikala FC               | Grecia | 2018        |
| Olympiakos Volou         | Grecia | 2018        |
| Proleter                 | Serbia | 2019-       |